# Nick Santora
Nick Santora (né en 1970) est un écrivain et producteur né dans le Queens, à New York. Il remporte le prix du meilleur scénario de la compétition au Festival international du film indépendant de New York. Il a également écrit et/ou produit The Sopranos, The Guardian, Law & Order, Prison Break, Lie to Me et Scorpion et il a créé et produit La Beauté et le Génie . Santora a également co-écrit/créé/produit la série télévisée Breakout Kings . Il a été producteur exécutif de Scorpion de 2014 à 2018 sur quatre saisons,.

## Autres domaines
Le premier roman de Nick Santora, nommé Slip & Fall, est sélectionné par l'éditeur américain Borders Books Stores pour être leur premier roman de leur gamme nouvellement créée[réf. nécessaire]. Son second roman, Fifteen Digits, est publié en 2021 par Mulholland Books, l'éditeur de suspense/thriller.

## Filmographie
Film
- Les Longshots (2008)
- Punisher: Zone de guerre (2008)
- Sécurité (2020)
- Chien perdu (2023)